# Саудек, Роберт (продюсер)
Роберт Саудек (англ. Robert Saudek; 11 апреля 1911, Питтсбург — 17 марта 1997, Балтимор) — американский телевизионный продюсер. Сын Виктора Саудека.
Окончив Гарвардский университет, работал на радиостанции ABC, получив в 1949 г. Премию Пибоди за радиоспектакль по книге Джона Херси «Хиросима». В 1951 г. был приглашён Фондом Форда возглавить мастерскую по созданию новой телевизионной программы, нацеленной на повышение культурного уровня телезрителей. Результатом работы этой мастерской стала еженедельная передача «Omnibus» (с лат. — «Для всех»), выходившая воскресными вечерами в 1952—1961 гг. (первоначально на канале CBS, затем на ABC, а после 1957 года, когда Фонд Форда прекратил её финансирование, — на NBC, но уже не вполне регулярно). Содержанием передачи могли быть короткие театральные постановки, концерты, беседы с учёными и деятелями культуры; вёл программу известный телеведущий Алистер Кук, среди её гостей были Фрэнк Ллойд Райт, Жан Кокто, многие выдающиеся музыканты (в частности, о классической музыке неоднократно рассказывал Леонард Бернстайн), Питер Брук поставил для программы сокращённую сорокаминутную версию «Короля Лира» с Орсоном Уэллсом в главной роли.
Другой работой Саудека, получившей широкий резонанс, стал мини-сериал «Биографии мужественных людей» (англ. Profiles in courage; 1964—1965) по одноимённой документальной книге президента США Джона Кеннеди: в каждой из 26 серий рассказывалась история какого-либо американского политика, нашедшего в себе мужество решительно выступить против ожиданий своих избирателей или товарищей по партии. За эту работу Саудек вновь был удостоен Премии Пибоди в 1964 году.
В 1966 году Саудек возглавил Институт кино и фотографии в Школе искусств Нью-Йоркского университета, в 1975 году стал первым руководителем Музея телерадиовещания в Нью-Йорке, в дальнейшем заведовал кинофондом Библиотеки Конгресса США.
Некролог газеты «Нью-Йорк Таймс» называет Саудека «первым великим импресарио на телевидении» (англ. television's first great impresario).